# Associazione Calcio Prato 2006-2007
Questa pagina raccoglie le informazioni riguardanti l'Associazione Calcio Prato nelle competizioni ufficiali della stagione 2006-2007.

## Rosa
| N. |                       | Ruolo | Calciatore               |
| -- | --------------------- | ----- | ------------------------ |
|    | Italia (bandiera)     | D     | Ivan Artipoli            |
|    | Italia (bandiera)     | A     | Pasquale Basilico        |
|    | Italia (bandiera)     | D     | Mirko Bertoncini         |
|    | Italia (bandiera)     | D     | Davide Bianchi           |
|    | Italia (bandiera)     | C     | Ivan Buonocunto          |
|    | Italia (bandiera)     | A     | Manuel Caponi            |
|    | Italia (bandiera)     | C     | Filippo De Gori          |
|    | Italia (bandiera)     | C     | Alessandro Diamanti      |
|    | Portogallo (bandiera) | D     | Joao Manuel Antunes Dias |
|    | Italia (bandiera)     | C     | Claudio Di Lisio         |
|    | Italia (bandiera)     | C     | Giulio Fogaroli          |
|    | Italia (bandiera)     | D     | Marco Francini           |
|    | Italia (bandiera)     | D     | Davide Galli             |
|    | Italia (bandiera)     | P     | Amerigo Gambardella      |
|    | Italia (bandiera)     | D     | Daniele Ghidotti         |

| N. |                     | Ruolo | Calciatore           |
| -- | ------------------- | ----- | -------------------- |
|    | Italia (bandiera)   | A     | Domenico Girardi     |
|    | Italia (bandiera)   | D     | Alessandro Lamonica  |
|    | Italia (bandiera)   | C     | Emiliano Landolina   |
|    | Italia (bandiera)   | A     | Stefano Lorenzi      |
|    | Italia (bandiera)   | C     | Martino Olivetti     |
|    | Francia (bandiera)  | C     | Medhy Ouchene        |
|    | Italia (bandiera)   | P     | Francesco Palmieri   |
|    | Svizzera (bandiera) | D     | Daniel Panizzolo     |
|    | Italia (bandiera)   | C     | Alessandro Paolucci  |
|    | Italia (bandiera)   | A     | Massimiliano Pesenti |
|    | Italia (bandiera)   | P     | Renato Piovezan      |
|    | Italia (bandiera)   | C     | Dino Sangiovanni     |
|    | Brasile (bandiera)  | A     | Diego Silva Reis     |
|    | Italia (bandiera)   | A     | Gabriele Vangi       |